# Eclips TV
Eclips TV is een Vlaamse digitale zender die gericht is op 50+'ers. Op 15 juli 2017 ging de zender van start via het kanaal 40 van Telenet. Op ProximusTV is Eclips TV 24 uur per dag te bekijken. Sinds oktober 2017 is de zender voorzien van een volwaardige programmering.

## Geschiedenis
Eclips TV wilde haar bewonerspubliek voorzien van televisie op maat. Gedurende drie jaar had de zender een contract afgesloten met de VRT voor de uitzendrechten van oude series. Dit werd stopgezet toen de VRT tijdens de coronacrisis van 2020 besloot om haar oude series zelf opnieuw meer uit te zenden en aan te bieden. Vanaf einde februari 2023 is er een nieuw contract afgesloten met VRT en dit tot einde februari 2026. Sinds 1 juni 2019 is de zender ook 24 uur te bekijken via Telenet Digital TV door het samengaan met reiskanaal Evenaar.

## Programma's
Eclips TV zendt eigen geproduceerde programma's uit. Daarnaast is er ook plaats voor film, documentaires, muziek en soaps zoals Mooi & Meedogenloos en De Dingen des Levens.

### Eigen programma's
- Aan het juiste adres
- Actief
- De herkenwijsjes
- Gezonde voeding
- Groentips
- Het zit in de familie (in samenwerking met Familiekunde Vlaanderen)[2]
- Margriet Tussen de Mensen
- Zorg, ook voor U?
- Clips A La Carte
- De Zelftest Quiz
- De Punten Van de Jury
- Huisgenoten
- De Kleine Lenteschoonmaak
- Een Druppel Poëzie
- Boekenfoyer
- De Coronaquiz
- 100% Vlaams

### Series van de VRT (tot einde februari 2026)
- Axel Nort
- De Collega's
- De kolderbrigade
- Kapitein Zeppos
- Het pleintje
- Schipper naast Mathilde
- Wij, Heren van Zichem
- RIP

### Aangekochte programma's
- Mooi & Meedogenloos
- De Dingen des Levens
- Braambos

## Gezichten van de zender
- Eric Vandenabeele
- Geert Maeckelbergh
- Gil Claes
- Janine Bischops
- Margriet Hermans
- Michel Follet
- Peter De Kemel
- Maarten Larmuseau

Geschiedenis van de Vlaamse televisie